# 10+: Il mio mondo in un numero
10+: Il mio mondo in un numero è un libro autobiografico scritto dal calciatore italiano Alessandro Del Piero.
Il libro è stato pubblicato il 13 febbraio 2007 da Mondadori, raggiungendo nei primi mesi dalla pubblicazione le 130.000 copie vendute.

## Trama
Del Piero vive nel calcio contemporaneo applicando i valori di un tempo: libero di giocare con la fantasia, sportivo verso gli avversari e — ancor più difficile — verso i propri compagni, legato anche sentimentalmente alla sua squadra da non metterla in discussione mai, nemmeno nei momenti di difficoltà.
Il libro non è un'autobiografia nel senso classico, ma cerca invece di fare il punto contemporaneo nella carriera del giocatore che si presume ancora lunga, sottolineando la sua peculiare caratteristica: essere l'ultimo 10 portabandiera.

## Edizioni
- Alessandro Del Piero, 10+: Il mio mondo in un numero, Mondadori, 2007.